# Alexandre Conté
Pour les articles homonymes, voir Conté.
Alexandre Conté est un homme politique français né le 25 décembre 1764 à Cahors (Lot) et décédé le 20 septembre 1855 à Cahors.

## Biographie
Avocat à Cahors, conseiller général, il est député du Lot de 1831 à 1837, siégeant dans la majorité conservatrice soutenant la Monarchie de Juillet.

## Sources
- Ressources relatives à la vie publique :   - base Léonore
  - Base Sycomore
- « Alexandre Conté », dans Adolphe Robert et Gaston Cougny, Dictionnaire des parlementaires français, Edgar Bourloton, 1889-1891 [détail de l’édition]